# 윤민중 (교수)
윤민중(尹民重, 1948년 9월 8일~)은 대한민국의 화학자이자, 교수이다.